# Feralpisalò 2024-2025
Questa voce raccoglie le informazioni riguardanti la Feralpisalò nelle competizioni ufficiali della stagione 2024-2025.

## Stagione
Dopo la retrocessione della stagione precedente, la Feralpisalò disputa la tredicesima stagione della propria storia in terza serie. Il nuovo allenatore è Aimo Diana.
La squadra esordisce l'11 agosto nel primo turno preliminare della Coppa Italia Serie C battendo il Carpi, venendo eliminata nel turno successivo dal Padova.
Alla prima giornata di campionato, i gardesani pareggiano a reti bianche nella gara casalinga contro il Novara, incappando poi in una sconfitta alla seconda giornata sul campo del Renate, per poi pareggiare nuovamente a reti bianche in casa della Pro Patria. La prima vittoria arriva alla 4ª giornata, nella quale la Feralpisalò batte di misura la Virtus Verona. Dopo la 12ª giornata la Feralpisalò sale al terzo posto in classifica a parimerito con l'Alcione, mantenendo la posizione in solitaria nella giornata successiva, dopo aver battuto l'Atalanta U23, con un parziale di 16 punti in sei partite. Alla 16ª giornata i gardesani vincono il derby bresciano in casa del Lumezzane. La squadra termina il girone d'andata al terzo posto, dopo un pareggio interno con l'Arzignano Valchiampo.
Il girone di ritorno si apre con una vittoria esterna, ottenuta sul campo del Novara. Nelle prime tre gare del 2025, i gardesani ottengono altrettante vittorie, ottenute con Renate, Pro Patria e Virtus Verona. Alla 24ª giornata, la Feralpisalò incappa nella prima sconfitta interna della stagione, patita contro la Pergolettese. Alla 26ª giornata i verdeblù battono il Vicenza secondo in classifica e alla 29ª giornata battono anche la capolista Padova, consolidando la terza posizione in classifica. Il pareggio interno nel derby bresciano con il Lumezzane della 35ª giornata consegna matematicamente il terzo posto finale ai gardesani, irraggiungibili dalla quarta in classifica e con il secondo posto inarrivabile. Con la vittoria sulla Pro Vercelli del penultimo turno, la Feralpisalò è certa di chiudere come migliore terza dei tre gironi di Serie C, ottenendo inoltre il record di punti conseguiti in terza serie nella sua storia.
Nell'andata del primo turno dei play off nazionali, i gardesani vengono sconfitti dal Crotone per 3-1. Nella gara di ritorno, la Feralpisalò batte il Crotone per 2-1 ma viene eliminata.

## Divise e sponsor
Come dal 2019, le divise da gioco sono autoprodotte dalla società; per il quarto anno consecutivo ciò avviene attraverso la startup bresciana WeArlequin, che si occupa di progettare lo stile delle maglie e di sovrintendere alla fabbricazione, eseguita interamente in un raggio di massimo 60 km da Salò.
La società opta per la conferma delle casacche dell'anno precedente: la divisa per le partite casalinghe presenta il tipico motivo ripartito verde-azzurro, tradizionalmente legato al club, con profili bianchi su scollo, bordi manica e orlo dei calzoncini (monocromi blu; i calzettoni, anche questi blu, sono privi di orpelli.
La divisa per la trasferta riprende il motivo partito della divisa casalinga in versione tono su tono, bianco-grigia, che evoca il colore dell'acciaio e presenta un motivo ispirato alle barre tonde metalliche (in riferimento alla produzione industriale del gruppo Feralpi, titolare della società) che si estende su torso, braccio sinistro e calzoncini. La terza divisa presenta il medesimo disegno della divisa per la trasferta, ma declinato in tonalità di giallo.
Su tutte le casacche la manica destra è adornata col disegno stilizzato del leone, mutuato dallo stemma sociale, in bianco sulla divisa casalinga, in blu sui completi esterni.
| Casa | Trasferta | Terza divisa |

## Organigramma societario
Area direttiva
- Presidente: Giuseppe Pasini
- Amministratore delegato: Marco Leali
- Consiglieri: Domenico Bruni, Raimondo Cuccuru, Corrado Defendi, Luigi Salvini, Paolo Gheza
- Segretario generale: Loris Bolzoni
- Direttore sportivo: Andrea Ferretti
- Direttore operativo: Ilenia Setola
- Team manager: Francesco Agostinelli

Area tecnica
- Allenatore: Aimo Diana
- Allenatore in seconda: Emanuele Filippini
- Allenatore dei portieri: Federico Orlandi
- Collaboratore tecnico: Giovanni Barbugian
- Match analyst: Marco Pompili

Area sanitaria
- Responsabile sanitario: Elisa Inselvini
- Medici sociali: Diego Insalaco, Giovanni Baccanelli
- Preparatori atletici: Esteban Anitua, Marco Bresciani
- Fisioterapisti: Paolo Fasani, Davide Gelmi, Alessandro Musolino

## Rosa
| N. |                      | Ruolo | Calciatore                   |
| -- | -------------------- | ----- | ---------------------------- |
| 1  | Italia (bandiera)    | P     | Filippo Rinaldi              |
| 2  | Italia (bandiera)    | D     | Federico Motti               |
| 3  | Italia (bandiera)    | D     | Alberto Rizzo                |
| 4  | Italia (bandiera)    | C     | Mattia Musatti               |
| 4  | Danimarca (bandiera) | D     | Frederik Sørensen            |
| 5  | Italia (bandiera)    | D     | Nicola Pasini                |
| 6  | Italia (bandiera)    | C     | Tommaso Di Marco             |
| 7  | Italia (bandiera)    | A     | Davide Voltan                |
| 7  | Lituania (bandiera)  | A     | Edgaras Dubickas             |
| 8  | Italia (bandiera)    | C     | Davide Balestrero (capitano) |
| 9  | Italia (bandiera)    | A     | Jacopo Pellegrini            |
| 10 | Italia (bandiera)    | A     | Davide Di Molfetta           |
| 11 | Italia (bandiera)    | C     | Luca Giudici                 |
| 12 | Italia (bandiera)    | P     | Enrico Lovato                |
| 14 | Italia (bandiera)    | C     | Matteo Gualandris            |
| 15 | Italia (bandiera)    | C     | Alberto De Francesco         |
| 16 | Italia (bandiera)    | D     | Alessio Luciani              |
| 17 | Italia (bandiera)    | A     | Valerio Crespi               |
| 18 | Italia (bandiera)    | C     | Mattia Guarneri              |
| 19 | Italia (bandiera)    | D     | Alessandro Pilati            |
| 20 | Italia (bandiera)    | C     | Mattia Zennaro               |

| N. |                    | Ruolo | Calciatore           |
| -- | ------------------ | ----- | -------------------- |
| 21 | Italia (bandiera)  | C     | Nicolò Cavuoti       |
| 22 | Italia (bandiera)  | P     | Luca Liverani        |
| 23 | Italia (bandiera)  | A     | Marco Vanzulli       |
| 24 | Italia (bandiera)  | D     | Brayan Boci          |
| 26 | Italia (bandiera)  | D     | Saer Diop            |
| 27 | Romania (bandiera) | C     | Denis Hergheligiu    |
| 29 | Italia (bandiera)  | A     | Claudio Santini      |
| 30 | Albania (bandiera) | A     | Amin Tahiri          |
| 33 | Italia (bandiera)  | D     | Gaetano Letizia      |
| 35 | Italia (bandiera)  | D     | Eddy Cabianca        |
| 38 | Albania (bandiera) | C     | Klaus Kashari        |
| 40 | Italia (bandiera)  | C     | Pietro Santarpia     |
| 45 | Italia (bandiera)  | A     | Tommy Maistrello     |
| 63 | Italia (bandiera)  | D     | Mauro Verzeletti     |
| 68 | Italia (bandiera)  | A     | Filippo Armanini     |
| 70 | Italia (bandiera)  | C     | Giacomo Tomaselli    |
| 75 | Italia (bandiera)  | C     | Alessio Brambilla    |
| 77 | Italia (bandiera)  | C     | Filippo Vesentini    |
| 85 | Albania (bandiera) | D     | Samuele Sina         |
| 99 | Italia (bandiera)  | C     | Alessandro Pietrelli |

## Calciomercato

### Sessione estiva (dall'1/7 al 30/8)
| Acquisti         | Acquisti          | Acquisti      | Acquisti             |
| R.               | Nome              | da            | Modalità             |
| ---------------- | ----------------- | ------------- | -------------------- |
| P                | Filippo Rinaldi   | Parma         | prestito             |
| D                | Brayan Boci       | Genoa         | definitivo           |
| D                | Eddy Cabianca     | Cremonese     | prestito             |
| D                | Christian Dimarco | Gubbio        | fine prestito        |
| D                | Alessio Luciani   |               | definitivo           |
| D                | Federico Motti    | Parma         | definitivo           |
| D                | Nicola Pasini     | Ancona        | definitivo           |
| D                | Alberto Rizzo     |               | definitivo           |
| C                | Alessio Brambilla | Cremonese     | prestito             |
| C                | Nicolò Cavuoti    | Cagliari      | prestito             |
| C                | Andrea Franzolini | Legnago       | fine prestito        |
| C                | Klaus Kashari     | Imolese       | definitivo           |
| C                | Mattia Musatti    | Fiorenzuola   | fine prestito        |
| C                | Pietro Santarpia  | Pro Sesto     | fine prestito        |
| C                | Filippo Vesentini | Virtus Verona | definitivo           |
| A                | Tommy Maistrello  | Cittadella    | definitivo           |
| A                | Jacopo Pellegrini | Sassuolo      | definitivo           |
| Altre operazioni |                   |               |                      |
| R.               | Nome              | da            | Modalità             |
| A                | Edgaras Dubickas  | Pisa          | rinnovo del prestito |

| Cessioni | Cessioni             | Cessioni          | Cessioni      |
| R.       | Nome                 | a                 | Modalità      |
| -------- | -------------------- | ----------------- | ------------- |
| P        | Semuel Pizzignacco   | Monza             | prestito      |
| D        | Federico Bergonzi    | Atalanta          | fine prestito |
| D        | Luca Ceppitelli      |                   | svincolato    |
| D        | Christian Dimarco    | Alcione           | definitivo    |
| D        | Gabriele Ferrarini   | Fiorentina        | fine prestito |
| D        | Gaetano Letizia      | Benevento         | fine prestito |
| D        | Dimo Krastev         | Fiorentina        | fine prestito |
| D        | Bruno Martella       | Ternana           | fine prestito |
| D        | Mattia Tonetto       |                   | svincolato    |
| C        | Christopher Attys    | Trento            | fine prestito |
| C        | Federico Carraro     | Trapani           | prestito      |
| C        | Mattia Compagnon     | Juventus Next Gen | fine prestito |
| C        | Mattia Felici        | Cagliari          | definitivo    |
| C        | Luca Fiordilino      | Venezia           | fine prestito |
| C        | Andrea Franzolini    | Legnago           | prestito      |
| C        | Matteo Gualandris    | Ospitaletto       | prestito      |
| C        | Mattia Guarneri      | Ospitaletto       | prestito      |
| C        | Chrīstos Kourfalidīs | Cagliari          | fine prestito |
| C        | Pietro Santarpia     | Piacenza          | prestito      |
| A        | Filippo Armanini     | Bologna           | prestito      |
| A        | Karlo Butić          | Slaven Belupo     | definitivo    |
| A        | Andrea La Mantia     | SPAL              | fine prestito |
| A        | Giacomo Manzari      | Sassuolo          | fine prestito |
| A        | Davide Voltan        | Cittadella        | definitivo    |

### Trasferimenti tra le sessioni
| Acquisti | Acquisti        | Acquisti | Acquisti   |
| R.       | Nome            | da       | Modalità   |
| -------- | --------------- | -------- | ---------- |
| D        | Gaetano Letizia |          | definitivo |

### Sessione invernale(dal 2/1 al 3/2)
| Acquisti | Acquisti             | Acquisti       | Acquisti   |
| R.       | Nome                 | da             | Modalità   |
| -------- | -------------------- | -------------- | ---------- |
| D        | Saer Diop            | Bologna        | definitivo |
| C        | Alberto De Francesco | Sorrento       | definitivo |
| C        | Tommaso Di Marco     | Torino         | prestito   |
| C        | Giacomo Tomaselli    | Virtus Entella | prestito   |
| A        | Valerio Crespi       | Lazio          | prestito   |
| A        | Claudio Santini      | Virtus Entella | definitivo |

| Cessioni | Cessioni             | Cessioni      | Cessioni      |
| R.       | Nome                 | a             | Modalità      |
| -------- | -------------------- | ------------- | ------------- |
| D        | Gaetano Letizia      | Pescara       | prestito      |
| C        | Mattia Musatti       | Real Calepina | prestito      |
| C        | Alessandro Pietrelli | Juventus      | prestito      |
| A        | Edgaras Dubickas     | Pisa          | fine prestito |
| A        | Jacopo Pellegrini    | Monopoli      | prestito      |
| A        | Amin Tahiri          | Tirana        | prestito      |

### Operazioni esterne alle sessioni
| Acquisti | Acquisti          | Acquisti | Acquisti   |
| R.       | Nome              | da       | Modalità   |
| -------- | ----------------- | -------- | ---------- |
| D        | Frederik Sørensen |          | definitivo |

| Cessioni | Cessioni       | Cessioni | Cessioni   |
| R.       | Nome           | a        | Modalità   |
| -------- | -------------- | -------- | ---------- |
| D        | Federico Motti | Forlì    | definitivo |

## Risultati

### Serie C

#### Girone di andata
| Salò 23 agosto 2024, ore 20:45 CEST 1ª giornata | Feralpisalò      | 0 – 0 referto | Novara | Stadio Lino Turina (1 069 spett.)\| Arbitro: \| Lovison (Padova) \| |
| Arbitro:                                        | Lovison (Padova) |               |        |                                                                     |

| Arbitro: | Manzo (Torre Annunziata) |

|              |           |  |
| Di Nolfo 65’ | Marcatori |  |

| Busto Arsizio 7 settembre 2024, ore 16:15 CEST 3ª giornata | Pro Patria       | 0 – 0 referto | Feralpisalò | Stadio Carlo Speroni (702 spett.)\| Arbitro: \| Leone (Barletta) \| |
| Arbitro:                                                   | Leone (Barletta) |               |             |                                                                     |

| Arbitro: | Marotta (Sapri) |

|              |           |  |
| Dubickas 66’ | Marcatori |  |

| Arbitro: | Terribile (Bassano del Grappa) |

|                       |           |                           |
| Parker 52’ Tonoli 55’ | Marcatori | 7’ Dubickas 21’ Pietrelli |

| Arbitro: | Migliorini (Verona) |

|                            |           |  |
| Zennaro 53’ Maistrello 73’ | Marcatori |  |

| Arbitro: | Burlando (Genova) |

|                 |           |  |
| Della Morte 67’ | Marcatori |  |

| Arbitro: | Caruso (Viterbo) |

|               |           |  |
| Pietrelli 42’ | Marcatori |  |

| Arbitro: | Iannello (Messina) |

|                            |           |  |
| Cavuoti 77’ Dubickas 90+3’ | Marcatori |  |

| Padova 20 ottobre 2024, ore 17:30 CEST 10ª giornata | Padova              | 0 – 0 referto | Feralpisalò | Stadio Euganeo (2 988 spett.)\| Arbitro: \| Gigliotti (Cosenza) \| |
| Arbitro:                                            | Gigliotti (Cosenza) |               |             |                                                                    |

| Arbitro: | Castellano (Nichelino) |

|                               |           |              |
| Di Molfetta 49’ Pietrelli 80’ | Marcatori | 61’ Frigerio |

| Arbitro: | Poli (Verona) |

|  |           |          |
|  | Marcatori | 81’ Boci |

| Arbitro: | Gangi (Enna) |

|                                       |           |                     |
| Maistrello 67’, 79’ Di Molfetta 90+2’ | Marcatori | 77’ (rig.) Vlahović |

| Arbitro: | Toro (Catania) |

|                                                   |           |                           |
| Giannotti 48’ Di Carmine 50’ Anastasia 87’ (rig.) | Marcatori | 38’ Pilati 59’ Balestrero |

| Arbitro: | Vergaro (Bari) |

|                          |           |  |
| Cavuoti 8’ Pietrelli 44’ | Marcatori |  |

| Arbitro: | Djurdjevic (Trieste) |

|                |           |                                       |
| Monachello 31’ | Marcatori | 6’ Dubickas 72’ Cavuoti 86’ Pietrelli |

| Arbitro: | Di Mario (Ciampino) |

|                        |           |             |
| Di Molfetta 75’ (rig.) | Marcatori | 10’ Marconi |

| Arbitro: | Totaro (Lecce) |

|             |           |  |
| Coppola 22’ | Marcatori |  |

| Arbitro: | Vailati (Crema) |

|              |           |            |
| Pilati 90+5’ | Marcatori | 17’ Lunghi |

#### Girone di ritorno
| Arbitro: | Maccorin (Pordenone) |

|  |           |               |
|  | Marcatori | 4’ Maistrello |

| Arbitro: | Ursini (Pescara) |

|                                               |           |          |
| Di Molfetta 38’ Balestrero 42’ Pellegrini 55’ | Marcatori | 84’ Calì |

| Arbitro: | Aldi (Lanciano) |

|                   |           |  |
| Di Molfetta 90+2’ | Marcatori |  |

| Arbitro: | Gandino (Alessandria) |

|               |           |                                             |
| De Marchi 55’ | Marcatori | 20’ Dubickas 56’ Di Molfetta 57’ Balestrero |

| Arbitro: | Cappai (Cagliari) |

|                        |           |                            |
| Di Molfetta 73’ (rig.) | Marcatori | 33’ Lambrughi 38’ Careccia |

| Arbitro: | Liotta (Castellammare di Stabia) |

|                                      |           |               |
| Stückler 5’ De Maria 66’ Marotta 81’ | Marcatori | 51’ Brambilla |

| Arbitro: | Di Cicco (Lanciano) |

|                         |           |  |
| Di Marco 20’ Crespi 30’ | Marcatori |  |

| Zanica 16 febbraio 2025, ore 17:30 CET 27ª giornata | AlbinoLeffe     | 0 – 0 referto | Feralpisalò | AlbinoLeffe Stadium (428 spett.)\| Arbitro: \| Rispoli (Locri) \| |
| Arbitro:                                            | Rispoli (Locri) |               |             |                                                                   |

| Arbitro: | Gigliotti (Cosenza) |

|                                |           |                                                   |
| Zerbato 45+3’ (rig.) Fasan 57’ | Marcatori | 4’ Di Marco 39’ (rig.) Di Molfetta 80’ Balestrero |

| Arbitro: | Di Reda (Molfetta) |

|                 |           |  |
| Vesentini 90+6’ | Marcatori |  |

| Lecco 9 marzo 2025, ore 13:30 CET 30ª giornata | Lecco              | 0 – 0 referto | Feralpisalò | Stadio Mario Rigamonti-Mario Ceppi (2 763 spett.)\| Arbitro: \| Calzavara (Varese) \| |
| Arbitro:                                       | Calzavara (Varese) |               |             |                                                                                       |

| Arbitro: | Gasperotti (Rovereto) |

|                                              |           |           |
| Santini 9’ (rig.) Zennaro 59’ Balestrero 71’ | Marcatori | 83’ Orfei |

| Arbitro: | Dini (Città di Castello) |

|                                                 |           |            |
| Ghislandi 11’, 70’ Bernasconi 55’ Vavassori 62’ | Marcatori | 18’ Crespi |

| Arbitro: | Colaninno (Nola) |

|                                |           |  |
| Balestrero 37’ Di Molfetta 62’ | Marcatori |  |

| Arbitro: | Renzi (Pesaro) |

|               |           |                        |
| Strizzolo 54’ | Marcatori | 3’ Cabianca 83’ Crespi |

| Arbitro: | Di Mario (Ciampino) |

|             |           |                 |
| Giudici 75’ | Marcatori | 79’ Taugourdeau |

| Arbitro: | Caruso (Viterbo) |

|  |           |                                      |
|  | Marcatori | 34’ Crespi 82’ Cabianca 89’ Sørensen |

| Arbitro: | Maccarini (Arezzo) |

|                            |           |  |
| Sørensen 70’ Santini 90+2’ | Marcatori |  |

| Arbitro: | Iacobellis (Pisa) |

|              |           |  |
| Mattioli 65’ | Marcatori |  |

### Play off
| Arbitro: | Leone (Barletta) |

|                                        |           |            |
| Vinicius 43’ Tumminello 53’ Murano 76’ | Marcatori | 47’ Crespi |

| Arbitro: | Gianquinto (Parma) |

|                             |           |            |
| Zennaro 42’ Di Molfetta 50’ | Marcatori | 29’ Vitale |

### Coppa Italia Serie C
| Arbitro: | Nigro (Prato) |

|             |           |  |
| Giudici 45’ | Marcatori |  |

| Arbitro: | Gandino (Alessandria) |

|                                    |           |                          |
| Russini 10’ Capelli 72’ Varas 103’ | Marcatori | 45+1’ Voltan 54’ Zennaro |

## Statistiche

### Statistiche di squadra
| Competizione         | Punti | In casa | In casa | In casa | In casa | In casa | In casa | In trasferta | In trasferta | In trasferta | In trasferta | In trasferta | In trasferta | Totale | Totale | Totale | Totale | Totale | Totale | DR  |
| Competizione         | Punti | G       | V       | N       | P       | Gf      | Gs      | G            | V            | N            | P            | Gf           | Gs           | G      | V      | N      | P      | Gf     | Gs     | DR  |
| -------------------- | ----- | ------- | ------- | ------- | ------- | ------- | ------- | ------------ | ------------ | ------------ | ------------ | ------------ | ------------ | ------ | ------ | ------ | ------ | ------ | ------ | --- |
| Serie C              | 72    | 19      | 14      | 4       | 1       | 31      | 9       | 19           | 7            | 5            | 7            | 22           | 20           | 38     | 21     | 9      | 8      | 53     | 30     | +23 |
| Play off             |       | 1       | 1       | 0       | 0       | 2       | 1       | 1            | 0            | 0            | 1            | 1            | 3            | 2      | 1      | 0      | 1      | 3      | 4      | -1  |
| Coppa Italia Serie C |       | 1       | 1       | 0       | 0       | 1       | 0       | 1            | 0            | 0            | 1            | 2            | 3            | 2      | 1      | 0      | 1      | 3      | 3      | 0   |
| Totale               |       | 21      | 16      | 4       | 1       | 34      | 10      | 21           | 7            | 5            | 9            | 25           | 26           | 42     | 23     | 9      | 10     | 59     | 37     | +22 |

### Andamento in campionato
| Giornata  | 1 | 2  | 3  | 4 | 5  | 6 | 7  | 8 | 9 | 10 | 11 | 12 | 13 | 14 | 15 | 16 | 17 | 18 | 19 | 20 | 21 | 22 | 23 | 24 | 25 | 26 | 27 | 28 | 29 | 30 | 31 | 32 | 33 | 34 | 35 | 36 | 37 | 38 |
| --------- | - | -- | -- | - | -- | - | -- | - | - | -- | -- | -- | -- | -- | -- | -- | -- | -- | -- | -- | -- | -- | -- | -- | -- | -- | -- | -- | -- | -- | -- | -- | -- | -- | -- | -- | -- | -- |
| Luogo     | C | T  | T  | C | T  | C | T  | C | C | T  | C  | T  | C  | T  | C  | T  | C  | T  | C  | T  | C  | C  | T  | C  | T  | C  | T  | T  | C  | T  | C  | T  | C  | T  | C  | T  | C  | T  |
| Risultato | N | P  | N  | V | N  | V | P  | V | V | N  | V  | V  | V  | P  | V  | V  | N  | P  | N  | V  | V  | V  | V  | P  | P  | V  | N  | V  | V  | N  | V  | P  | V  | V  | N  | V  | V  | P  |
| Posizione | 9 | 13 | 14 | 8 | 10 | 7 | 10 | 8 | 5 | 8  | 4  | 3  | 3  | 3  | 3  | 3  | 3  | 3  | 3  | 3  | 3  | 3  | 3  | 3  | 3  | 3  | 3  | 3  | 3  | 3  | 3  | 3  | 3  | 3  | 3  | 3  | 3  | 3  |

Fonte:  Classifica, su tuttosport.com.
Legenda:

Luogo: C = Casa; T = Trasferta. Risultato: V = Vittoria; N = Pareggio; P = Sconfitta.

### Statistiche dei giocatori
- NB: per i portieri vengono contate le reti subite

| Giocatore       | Serie C  | Serie C | Serie C     | Serie C    | Coppa Italia Serie C | Coppa Italia Serie C | Coppa Italia Serie C | Coppa Italia Serie C | Totale   | Totale | Totale      | Totale     |
| Giocatore       | Presenze | Reti    | Ammonizioni | Espulsioni | Presenze             | Reti                 | Ammonizioni          | Espulsioni           | Presenze | Reti   | Ammonizioni | Espulsioni |
| --------------- | -------- | ------- | ----------- | ---------- | -------------------- | -------------------- | -------------------- | -------------------- | -------- | ------ | ----------- | ---------- |
| F. Armanini     | 1        | 0       | 0           | 0          | 1                    | 0                    | 0                    | 0                    | 2        | 0      | 0           | 0          |
| D. Balestrero   | 30+1     | 6       | 12          | 0          | 0                    | 0                    | 0                    | 0                    | 31       | 6      | 12          | 0          |
| B. Boci         | 26+2     | 1       | 3           | 0          | 1                    | 0                    | 0                    | 0                    | 29       | 1      | 3           | 0          |
| A. Brambilla    | 21       | 1       | 1           | 0          | 0                    | 0                    | 0                    | 0                    | 21       | 1      | 1           | 0          |
| E. Cabianca     | 25+2     | 2       | 2           | 1          | 2                    | 0                    | 0                    | 0                    | 29       | 2      | 2           | 1          |
| N. Cavuoti      | 36+2     | 3       | 1           | 0          | 2                    | 0                    | 0                    | 0                    | 40       | 3      | 1           | 0          |
| V. Crespi       | 14+2     | 4+1     | 1           | 0          | 0                    | 0                    | 0                    | 0                    | 16       | 5      | 1           | 0          |
| A. De Francesco | 15+2     | 0       | 3           | 0          | 0                    | 0                    | 0                    | 0                    | 17       | 0      | 3           | 0          |
| T. Di Marco     | 7+1      | 2       | 0           | 0          | 0                    | 0                    | 0                    | 0                    | 8        | 2      | 0           | 0          |
| D. Di Molfetta  | 32+2     | 9+1     | 3           | 0          | 2                    | 0                    | 0                    | 0                    | 36       | 10     | 3           | 0          |
| S. Diop         | 2        | 0       | 0           | 0          | 0                    | 0                    | 0                    | 0                    | 2        | 0      | 0           | 0          |
| E. Dubickas     | 22       | 5       | 1           | 0          | 0                    | 0                    | 0                    | 0                    | 22       | 5      | 1           | 0          |
| L. Giudici      | 16+1     | 1       | 3           | 0          | 2                    | 1                    | 1                    | 0                    | 19       | 2      | 4           | 0          |
| M. Gualandris   | 0        | 0       | 0           | 0          | 2                    | 0                    | 1                    | 0                    | 2        | 0      | 1           | 0          |
| M. Guarneri     | 0        | 0       | 0           | 0          | 2                    | 0                    | 1                    | 0                    | 2        | 0      | 1           | 0          |
| D. Hergheligiu  | 35+2     | 0       | 7           | 0          | 2                    | 0                    | 0                    | 0                    | 39       | 0      | 7           | 0          |
| K. Kashari      | 0        | 0       | 0           | 0          | 0                    | 0                    | 0                    | 0                    | 0        | 0      | 0           | 0          |
| G. Letizia      | 8        | 0       | 1           | 0          | 0                    | 0                    | 0                    | 0                    | 8        | 0      | 1           | 0          |
| L. Liverani     | 8        | -8      | 1           | 0          | 1                    | 0                    | 0                    | 0                    | 9        | -8     | 1           | 0          |
| E. Lovato       | 1        | 0       | 0           | 0          | 0                    | 0                    | 0                    | 0                    | 1        | 0      | 0           | 0          |
| A. Luciani      | 26       | 0       | 5           | 0          | 2                    | 0                    | 0                    | 0                    | 28       | 0      | 5           | 0          |
| T. Maistrello   | 19+2     | 4       | 2           | 0          | 0                    | 0                    | 0                    | 0                    | 21       | 4      | 2           | 0          |
| F. Motti        | 2        | 0       | 0           | 0          | 0                    | 0                    | 0                    | 0                    | 2        | 0      | 0           | 0          |
| M. Musatti      | 5        | 0       | 0           | 0          | 0                    | 0                    | 0                    | 0                    | 5        | 0      | 0           | 0          |
| N. Pasini       | 35+2     | 0       | 7           | 1          | 2                    | 0                    | 0                    | 0                    | 39       | 0      | 7           | 1          |
| J. Pellegrini   | 19       | 1       | 1           | 1          | 2                    | 0                    | 0                    | 0                    | 21       | 1      | 1           | 1          |
| A. Pietrelli    | 21       | 5       | 2           | 0          | 0                    | 0                    | 0                    | 0                    | 21       | 5      | 2           | 0          |
| A. Pilati       | 19       | 2       | 3           | 0          | 0                    | 0                    | 0                    | 0                    | 19       | 2      | 3           | 0          |
| F. Rinaldi      | 29+2     | -22+4   | 5           | 0          | 1                    | -3                   | 1                    | 0                    | 32       | -21    | 6           | 0          |
| A. Rizzo        | 31+2     | 0       | 6           | 0          | 2                    | 0                    | 0                    | 0                    | 35       | 0      | 6           | 0          |
| P. Santarpia    | 1        | 0       | 0           | 0          | 2                    | 0                    | 1                    | 0                    | 3        | 0      | 1           | 0          |
| C. Santini      | 12+2     | 2       | 3           | 0          | 0                    | 0                    | 0                    | 0                    | 14       | 2      | 3           | 0          |
| S. Sina         | 0        | 0       | 0           | 0          | 0                    | 0                    | 0                    | 0                    | 0        | 0      | 0           | 0          |
| F. Sørensen     | 3+2      | 2       | 1+1         | 0          | 0                    | 0                    | 0                    | 0                    | 5        | 2      | 2           | 0          |
| A. Tahiri       | 0        | 0       | 0           | 0          | 0                    | 0                    | 0                    | 0                    | 0        | 0      | 0           | 0          |
| G. Tomaselli    | 3        | 0       | 0           | 0          | 0                    | 0                    | 0                    | 0                    | 3        | 0      | 0           | 0          |
| M. Vanzulli     | 1        | 0       | 0           | 0          | 0                    | 0                    | 0                    | 0                    | 1        | 0      | 0           | 0          |
| M. Verzeletti   | 10       | 0       | 0           | 0          | 0                    | 0                    | 0                    | 0                    | 10       | 0      | 0           | 0          |
| F. Vesentini    | 20       | 1       | 1           | 0          | 2                    | 0                    | 0                    | 0                    | 22       | 1      | 1           | 0          |
| D. Voltan       | 1        | 0       | 0           | 0          | 1                    | 1                    | 0                    | 0                    | 2        | 1      | 0           | 0          |
| M. Zennaro      | 36+2     | 2+1     | 8           | 0          | 2                    | 1                    | 0                    | 0                    | 40       | 4      | 8           | 0          |

### Annotazioni
1. ↑  38 se si contano i play off
2. ↑  40 se si contano i play off
3. 1 2  10 se si contano i play off
4. 1 2  Ceduto a febbraio dopo la sessione invernale
5. 1 2 3 4 5 6 7 8 9 10 11 12  Ceduto durante la sessione invernale di calciomercato
6. ↑  Acquistato a marzo dopo la sessione invernale
7. 1 2 3 4 5 6 7 8 9 10 11 12  Acquistato durante la sessione invernale di calciomercato
8. 1 2 3 4 5 6 7 8 9 10  Ceduto durante la sessione estiva di calciomercato
9. 1 2  Acquistato a ottobre 2024

### Fonti
1. ↑   Aimo Diana è il nuovo allenatore, su feralpisalo.it, 20 giugno 2024. URL consultato il 2 luglio 2023.
2. ↑   Padova, è la FeralpiSalò il tuo prossimo avversario: ha battuto 1-0 il Carpi, su tgbiancoscudato.telenuovo.it, 11 agosto 2024. URL consultato l'11 agosto 2023.
3. ↑   Calcio Padova, avanti in Coppa a fatica! Varas rende dolce l'esordio all'Euganeo di Andreoletti, su padovaoggi.it, 18 agosto 2024. URL consultato il 19 agosto 2023.
4. ↑   La Feralpisalò non sfonda contro il Novara: è debutto a reti bianche, su bresciaoggi.it, 23 agosto 2024. URL consultato il 24 agosto 2023.
5. ↑   Renate, tre punti d’oro. La FeralpiSalò si arrende, su ilgiorno.it, 31 agosto 2024. URL consultato il 1º settembre 2023.
6. ↑   Calcio, la Pro Patria non affonda il FeralpiSalò, su prealpina.it, 7 settembre 2024. URL consultato l'8 settembre 2023.
7. ↑   Doppia gioia Feralpisalò: con il primo gol arriva la prima vittoria, su bresciaoggi.it, 13 settembre 2024. URL consultato il 14 settembre 2024.
8. ↑   La FeralpiSalò domina il Lecco e vince 2-1: decide Pietrelli, su giornaledibrescia.it, 27 ottobre 2024. URL consultato il 28 ottobre 2023.
9. ↑   La Feralpisalò vola in anche trasferta, sbancato il campo della Clodiense, su bresciaoggi.it, 30 ottobre 2024. URL consultato il 31 ottobre 2023.
10. ↑   Feralpisalò-Atalanta U23 3-1. Verdeblù inarrestabili: gol e highlights, su bresciatoday.it, 4 novembre 2024. URL consultato il 5 novembre 2023.
11. ↑   Il derby è della FeralpiSalò: 3-1 dei gardesani al Lumezzane, su giornaledibrescia.it, 23 novembre 2024. URL consultato il 24 novembre 2023.
12. ↑   La FeralpiSalò acciuffa il pari al 95': 1-1 con l'Arzignano, su giornaledibrescia.it, 15 dicembre 2024. URL consultato il 16 dicembre 2023.
13. ↑   La Feralpisalò passa a Novara e riconquista il terzo posto, su bresciaoggi.it, 21 dicembre 2024. URL consultato il 23 dicembre 2023.
14. ↑   Serie C, la FeralpiSalò vince ancora: Renate battuto 3-1, su giornaledibrescia.it, 4 gennaio 2025. URL consultato il 4 gennaio 2025.
15. ↑   Serie C, la FeralpiSalò vince all’ultimo respiro contro la Pro Patria, su giornaledibrescia.it, 12 gennaio 2025. URL consultato il 12 gennaio 2025.
16. ↑   Serie C: Virtus Verona-Feralpisalò, gol e highlights, su bresciatoday.it, 18 gennaio 2025. URL consultato il 25 gennaio 2025.
17. ↑   La FeralpiSalò cade al Turina contro la Pergolettese, su giornaledibrescia.it, 24 gennaio 2025. URL consultato il 25 gennaio 2025.
18. ↑   Feralpisalò-Vicenza 2-0: pesante sconfitta dei biancorossi in trasferta, su corrieredelveneto.corriere.it, 9 febbraio 2025. URL consultato il 3 marzo 2025.
19. ↑   Colpaccio FeralpiSalò: Vesentini abbatte la capolista Padova, su giornaledibrescia.it, 2 marzo 2025. URL consultato il 3 marzo 2025.
20. ↑   In serie C il derby FeralpiSalò-Lumezzane finisce 1-1, su giornaledibrescia.it, 5 aprile 2025. URL consultato il 5 aprile 2025.
21. ↑   La FeralpiSalò vince 2-0 con la Pro Vercelli: è record di punti, su giornaledibrescia.it, 18 aprile 2025. URL consultato il 19 aprile 2025.
22. ↑   Play off in salita per la FeralpiSalò: il Crotone vince 3-1, su giornaledibrescia.it, 11 maggio 2025. URL consultato il 12 maggio 2025.
23. ↑   La FeralpiSalò vince 2-1, ma passa il Crotone, su giornaledibrescia.it, 14 maggio 2025. URL consultato il 15 maggio 2025.
24. 1 2 3 4   Storia delle Maglie FeralpiSalò, su footballkitarchive.com.
25. ↑   #NONSISCORDAMAI HOME KIT 23/24 [collegamento interrotto], su feralpisalo.it, 1º agosto 2023.
26. ↑   Staff tecnico, su feralpisalo.it. URL consultato il 1º luglio 2024 (archiviato dall'url originale il 24 settembre 2023).
27. ↑   Organigramma, su feralpisalo.it. URL consultato il 1º luglio 2024 (archiviato dall'url originale il 13 agosto 2023).
28. ↑   I numeri di maglia della stagione 2024-2025, su feralpisalo.it, 10 agosto 2024. URL consultato il 10 agosto 2024.
29. ↑   Rinaldi, comunicato ufficiale, su feralpisalo.it, 10 agosto 2024. URL consultato il 10 agosto 2024.
30. ↑   Boci, comunicato ufficiale, su feralpisalo.it, 17 luglio 2024. URL consultato il 17 luglio 2024.
31. ↑   Cabianca, comunicato ufficiale, su feralpisalo.it, 9 agosto 2024. URL consultato il 9 agosto 2024.
32. ↑   Luciani, comunicato ufficiale, su feralpisalo.it, 17 luglio 2024. URL consultato il 17 luglio 2024.
33. ↑   Motti, comunicato ufficiale, su feralpisalo.it, 10 agosto 2024. URL consultato il 10 agosto 2024.
34. ↑   Pasini, comunicato ufficiale, su feralpisalo.it, 7 agosto 2024. URL consultato il 7 agosto 2024.
35. ↑   Rizzo, comunicato ufficiale, su feralpisalo.it, 14 luglio 2024. URL consultato il 14 luglio 2024.
36. ↑   Brambilla, comunicato ufficiale, su feralpisalo.it, 30 agosto 2024. URL consultato il 31 agosto 2024.
37. 1 2   Felici, comunicato ufficiale, su feralpisalo.it, 11 luglio 2024. URL consultato l'11 luglio 2024.
38. ↑   Vesentini, comunicato ufficiale, su feralpisalo.it, 13 luglio 2024. URL consultato il 14 luglio 2024.
39. 1 2   Maistrello, comunicato ufficiale, su feralpisalo.it, 30 agosto 2024. URL consultato il 30 agosto 2024.
40. ↑   Pellegrini, comunicato ufficiale, su feralpisalo.it, 3 agosto 2024. URL consultato il 3 agosto 2024.
41. ↑   Dubickas, comunicato ufficiale, su feralpisalo.it, 29 agosto 2024. URL consultato il 29 agosto 2024.
42. ↑   Pizzignacco, comunicato ufficiale, su feralpisalo.it, 5 agosto 2024. URL consultato il 5 agosto 2024.
43. ↑   Bergonzi in uscita dall’Atalanta: anche il Cosenza interessato, su tifocosenza.it, 30 luglio 2024. URL consultato il 9 agosto 2024.
44. ↑   Alcione Milano, arriva la firma di Christian Dimarco, su lacasadic.com, 31 luglio 2024. URL consultato il 10 agosto 2024.
45. ↑   Triestina, accordo vicino con il figlio d'arte Mattia Tonetto, su tuttoc.com, 14 luglio 2024. URL consultato il 16 luglio 2024.
46. ↑   Carraro, comunicato ufficiale, su feralpisalo.it, 10 luglio 2024. URL consultato il 10 luglio 2024.
47. ↑   Ufficiale Pietro Santarpia: anche lui arriva in prestito, su legnagocalcio.it, 30 agosto 2024. URL consultato il 6 settembre 2024.
48. 1 2 3   Santarpia, Gualandris, Guarneri: comunicato ufficiale, su feralpisalo.it, 30 agosto 2024. URL consultato il 6 settembre 2024.
49. ↑   Rinforzo per le giovanili del Bologna. Dalla FeralpiSalò arriva il classe 2007 Armanini, su tuttomercatoweb.com, 1º agosto 2024. URL consultato il 2 agosto 2024.
50. ↑   Butić, comunicato ufficiale, su feralpisalo.it, 30 agosto 2024. URL consultato il 22 gennaio 2025.
51. ↑   Letizia, comunicato ufficiale, su feralpisalo.it, 3 ottobre 2024. URL consultato il 3 ottobre 2024.
52. ↑   Diop, comunicato ufficiale, su feralpisalo.it, 29 gennaio 2025. URL consultato il 29 gennaio 2025.
53. ↑   De Francesco, comunicato ufficiale, su feralpisalo.it, 11 gennaio 2025. URL consultato l'11 gennaio 2025.
54. ↑   Di Marco, comunicato ufficiale, su feralpisalo.it, 3 febbraio 2025. URL consultato il 4 febbraio 2025.
55. ↑   Tomaselli, comunicato ufficiale, su feralpisalo.it, 22 gennaio 2025. URL consultato il 22 gennaio 2025.
56. ↑   Crespi, comunicato ufficiale, su feralpisalo.it, 31 gennaio 2025. URL consultato il 31 gennaio 2025.
57. ↑   Santini, comunicato ufficiale, su feralpisalo.it, 3 febbraio 2025. URL consultato il 4 febbraio 2025.
58. ↑   Letizia, comunicato ufficiale, su feralpisalo.it, 9 gennaio 2025. URL consultato il 9 gennaio 2025.
59. 1 2   Musatti e Tahiri, comunicato ufficiale, su feralpisalo.it, 3 febbraio 2025. URL consultato il 3 febbraio 2025.
60. ↑   Pietrelli, comunicato ufficiale, su feralpisalo.it, 22 gennaio 2025. URL consultato il 22 gennaio 2025.
61. ↑   Dubickas, comunicato ufficiale, su feralpisalo.it, 3 febbraio 2025. URL consultato il 3 febbraio 2025.
62. ↑   Pellegrini, comunicato ufficiale, su feralpisalo.it, 3 febbraio 2025. URL consultato il 4 febbraio 2025.
63. ↑   Sørensen, comunicato ufficiale, su feralpisalo.it, 19 marzo 2025. URL consultato il 19 marzo 2025.
64. ↑   Motti, comunicato ufficiale, su feralpisalo.it, 4 febbraio 2025. URL consultato il 5 febbraio 2025.